# Mistrzostwa Europy Strongman 2002
Mistrzostwa Europy Strongman 2002 – doroczne, indywidualne zawody europejskich siłaczy.
Data: 6 lipca 2002 r.

Miejsce: Gdynia  Polska
WYNIKI ZAWODÓW:
| Miejsce | Zawodnik             | Kraj              | Punkty |
| ------- | -------------------- | ----------------- | ------ |
| 1.      | Mariusz Pudzianowski | Polska            | 59     |
| 2.      | Jarosław Dymek       | Polska            | 48     |
| 3.      | Svend Karlsen        | Norwegia          | 44     |
| 4.      | Janne Virtanen       | Finlandia         | 40     |
| 5.      | Martin Muhr          | Niemcy            | 34     |
| 6.      | Jarno Hams           | Holandia          | 28,5   |
| 7.      | Žydrūnas Savickas    | Litwa             | 24,5   |
| 8.      | Rene Minkwitz        | Dania             | 23,5   |
| 9.      | Raivis Vidzis        | Łotwa             | 15     |
| 10.     | Glenn Ross           | Irlandia Północna | 13,5   |